# Judo en los Juegos Panafricanos de 2007
El torneo de judo en los Juegos Panafricanos de 2007 se realizó en Argel (Argelia), entre el 12 y el 14 de julio. En total se disputaron en este deporte dieciséis pruebas diferentes, ocho masculinas y ocho femeninas.

## Resultados

### Masculino
| Evento  | Oro                       | Plata                       | Bronce                                                  |
| ------- | ------------------------- | --------------------------- | ------------------------------------------------------- |
| –60 kg  | Omar Rebahi Argelia       | Atef Mustafa · Egipto       | Deza Elie Gbate Costa de Marfil Elie Norbert Madagascar |
| –66 kg  | Munir Benamadi Argelia    | Amin El-Hadi · Egipto       | Wakunguma Shapa Zambia Ragueb Karchud Túnez             |
| –73 kg  | Amar Meridya Argelia      | Haizam El-Huseini · Egipto  | Anis Djili Túnez Nsa Bassey-Isa Nigeria                 |
| –81 kg  | Yusef Badra Túnez         | Abderahman Benamadi Argelia | Matthew Jago · Sudáfrica · Hatem Abdelajer · Egipto     |
| –90 kg  | Hesham Mesbah · Egipto    | Amar Benijlef Argelia       | Mohamed Buguera Túnez Pape Ousmane Ndiaye Senegal       |
| –100 kg | Franck Moussima Camerún   | Bara Ndiaye Senegal         | Mohamed Ben Saleh Libia Hasan Azun Argelia              |
| +100 kg | Anis Chedli Túnez         | Mohamed Buaichaui Argelia   | Diéguy Bathily Senegal Denis Oliveira Angola            |
| Abierta | Mohamed Buaichaui Argelia | Diéguy Bathily Senegal      | Anis Chedli Túnez Amadou Kanate Costa de Marfil         |

### Femenino
| Evento  | Oro                       | Plata                       | Bronce                                                        |
| ------- | ------------------------- | --------------------------- | ------------------------------------------------------------- |
| –48 kg  | Meriem Musa Argelia       | Sandrine Ilendou Gabón      | Elsa Honorine Oyama Enye R. D. del Congo Chahnez Mbarki Túnez |
| –52 kg  | Hortence Diédhiou Senegal | Amani Jalfaui Túnez         | Justina Agatahi Nigeria Soraya Hadad Argelia                  |
| –57 kg  | Lila Latrus Argelia       | Hayer Barhumi Túnez         | Catherine Ekuta Nigeria Fary Seye Senegal                     |
| –63 kg  | Kahina Saidi Argelia      | Nesria Yelasi Túnez         | Funmilola Adebayo Nigeria Audrey Koumba Gabón                 |
| –70 kg  | Rachida Uerdan Argelia    | Gisèle Mendy Senegal        | Marisca Loots Sudáfrica Antónia Moreira Angola                |
| –78 kg  | Huda Miled Túnez          | Vivian Yusuf Nigeria        | Christelle Okodombe Camerún Kahina Hadid Argelia              |
| +78 kg  | Samah Ramadan · Egipto    | Adijat Ayuba Nigeria        | Suhir Madani Argelia Nihel Sheij Ruhu Túnez                   |
| Abierta | Nihel Sheij Ruhu Túnez    | Christelle Okodombe Camerún | Suhir Madani · Argelia · Samah Ramadan · Egipto               |

## Medallero
| Núm. | País            | Oro | Plata | Bronce | Total |
| ---- | --------------- | --- | ----- | ------ | ----- |
| 1    | Argelia         | 8   | 3     | 5      | 16    |
| 2    | Túnez           | 4   | 3     | 6      | 13    |
| 3    | Egipto          | 2   | 3     | 2      | 7     |
| 4    | Senegal         | 1   | 3     | 3      | 7     |
| 5    | Camerún         | 1   | 1     | 1      | 3     |
| 6    | Nigeria         | 0   | 2     | 4      | 6     |
| 7    | Gabón           | 0   | 1     | 1      | 2     |
| 8    | Angola          | 0   | 0     | 2      | 2     |
| 8    | Costa de Marfil | 0   | 0     | 2      | 2     |
| 8    | Sudáfrica       | 0   | 0     | 2      | 2     |
| 11   | Libia           | 0   | 0     | 1      | 1     |
| 11   | Madagascar      | 0   | 0     | 1      | 1     |
| 11   | R. D. del Congo | 0   | 0     | 1      | 1     |
| 11   | Zambia          | 0   | 0     | 1      | 1     |
|      | TOTAL           | 16  | 16    | 32     | 64    |